# كيلي ميليغان
كيلي ميليغان (بالإنجليزية: Kelly Milligan)‏ هي متزحلقة أمريكية، ولدت في 16 فبراير 1961 في ليفينغستون في الولايات المتحدة.

## وصلات خارجية
- كيلي ميليغان على موقع الاتحاد الدولي للتزلج (التزلج الريفي) (الإنجليزية)
- كيلي ميليغان على موقع أوليمبيديا (الإنجليزية)